# Luc Holtz
Luc Holtz (ur. 14 czerwca 1969 w Luksemburgu) – luksemburski piłkarz występujący na pozycji pomocnika. Selekcjoner reprezentacji Luksemburga.

## Kariera klubowa
Holtz seniorską karierę rozpoczynał w 1990 roku w zespole Red Boys Differdange. W 1992 roku trafił do Aveniru Beggen. W latach 1993–1994 dwukrotnie zdobył z nim mistrzostwo Luksemburga oraz Puchar Luksemburga. W 1993 roku został także uznany Luksemburskim Piłkarzem Roku. W 1998 roku po raz trzeci wystąpił z zespołem w finale Pucharu Luksemburga, tym razem przegranego przez Avenir.
W 1999 roku Holtz został grającym trenerem Etzelli Ettelbruck. W 2001 roku wywalczył z nią Puchar Luksemburga, a w 2007 wicemistrzostwo Luksemburga. W tym samym roku zakończył karierę.

## Kariera reprezentacyjna
W reprezentacji Luksemburga Holtz zadebiutował 12 października 1991 roku w zremisowanym 1:1 towarzyskim meczu z Portugalią. 6 września 1995 roku w wygranym 1:0 pojedynku eliminacji Mistrzostw Europy 1996 z Maltą strzelił swojego jedynego gola w kadrze. W latach 1991–2002 w drużynie narodowej rozegrał w sumie 54 spotkania i zdobył 1 bramkę.